# Wirrbach
Der Wirrbach ist ein etwa sechs Kilometer langer Nebenfluss der Zahmen Gera im Thüringer Wald.
Er entspringt am Nordhang des 651 Meter hohen Arlesberges unweit des gleichnamigen Geraberger Ortsteils am Kalteborn. Sein zunächst nur wenig ausgebildetes Tal durchfließt der Wirrbach in nordöstlicher Richtung. Hier liegen der Pfarrteich, der Gänseteich und das Waldbad Geschwenda, alle werden vom Wirrbach gespeist. Das Waldbad Geschwenda, welches das erste Freibad in der DDR war, das über ein Becken aus Kunststoff verfügte, ist auch heute wegen seiner ruhigen Lage im Wald immer noch sehr beliebt. 
Nun lichtet sich der Wald und die flache Rückseite des pultartigen Geschwendaer Berges ist im Osten zu sehen. Diese Hochfläche wird ackerbaulich genutzt, der Boden ist hier sandig. Der Wirrbach durchfließt nun den Ort Geschwenda von West nach Ost. Hinter dem Dorf wird das Tal enger und tiefer. Hier wird es seit August 2002 von der Wirrbachtalbrücke der B-88-Ortsumgehung überspannt. Das Tal des Wirrbaches wird ab Geschwenda als Hanftal bezeichnet. Diese Bezeichnung rührt vom früher betriebenen Hanfanbau. Der Taleinschnitt ist hier etwa 70 Meter tief. Neben einem Hochwasserrückhaltebecken und fünf Fischzuchtteichen liegt hier auch die 2004 erbaute Kläranlage Geschwendas, bevor der Bach Angelroda erreicht, wo er vor der Kulisse des 26 Meter hohen Eisenbahnviadukts von links in die Zahme Gera einmündet.